# Lawrenceburg (Indiana)
Lawrenceburg es una ciudad ubicada en el condado de Dearborn en el estado estadounidense de Indiana. En el Censo de 2010 tenía una población de 5042 habitantes y una densidad poblacional de 373,58 personas por km².

## Geografía
Lawrenceburg se encuentra ubicada en las coordenadas 39°6′16″N 84°52′28″O / 39.10444, -84.87444. Según la Oficina del Censo de los Estados Unidos, Lawrenceburg tiene una superficie total de 13.5 km², de la cual 12.8 km² corresponden a tierra firme y (5.18%) 0.7 km² es agua.

## Demografía
Según el censo de 2010, había 5042 personas residiendo en Lawrenceburg. La densidad de población era de 373,58 hab./km². De los 5042 habitantes, Lawrenceburg estaba compuesto por el 93.47% blancos, el 3.03% eran afroamericanos, el 0.26% eran amerindios, el 0.77% eran asiáticos, el 0% eran isleños del Pacífico, el 0.28% eran de otras razas y el 2.18% pertenecían a dos o más razas. Del total de la población el 1.15% eran hispanos o latinos de cualquier raza.